# 古哈加尔
古哈加尔（Guhagar），是印度马哈拉施特拉邦勒德纳吉里县的一个城镇。总人口3205（2001年）。

## 人口
该地2001年总人口3205人，其中男性1651人，女性1554人；0—6岁人口310人，其中男156人，女154人；识字率82.12%，其中男性为85.71%，女性为78.31%。